# Шестачь (Шолданештский район)
Шестачь, Шестачи (рум. Şestaci) — село в Шолданештском районе Молдавии. Относится к сёлам, не образующим коммуну.

## География
Село расположено на высоте 162 метра над уровнем моря.

## Население
По данным переписи населения 2004 года, в селе Шестачь проживает 1184 человека (580 мужчин, 604 женщины).
Этнический состав села:
| Национальность | Число жителей | Процентный состав |
| -------------- | ------------- | ----------------- |
| молдаване      | 1171          | 98,9              |
| украинцы       | 6             | 0,51              |
| русские        | 5             | 0,42              |
| румыны         | 2             | 0,17              |
| Всего          | 1184          | 100 %             |